# 白登之围
白登之围是公元前200年（汉高祖七年）汉高祖刘邦被匈奴围困于白登山（今中国山西省大同市东北马铺山）的事件。

## 战争背景
匈奴是位於中国北方的游牧民族，据《史记·匈奴列传》记载：“匈奴，其先祖夏后氏之苗裔也，曰淳维”。夏代称为荤粥，商代称为鬼方，周代称为猃狁，秦代称为匈奴，其生活以游牧为主，逐水草而居。秦始皇统一中国后，于前214年命蒙恬率领30万秦军北击匈奴，收复河套，屯兵上郡（今陕西省榆林市东南）。“却匈奴七百余里 ，胡人不敢南下而牧马”。秦汉之际，匈奴冒顿单于杀死其父头曼单于，自立为单于，并且东击东胡，西攻月氏，南併樓煩、白羊河南王，统一了匈奴各部，逐渐强盛起来。楚汉相争时，由于无暇北顾，冒顿单于利用兵强马壮的优势，收复了蒙恬所夺的匈奴地及朝那（今宁夏回族自治区固原市东南）、肤施（今陕西省榆林市南鱼河堡附近）等郡县，直接威胁到汉王朝在中国北部的统治。
韩王信是战国时期韩襄王之庶孙，曾响应刘邦起义，因带兵攻打韩地有功，获封国于颍川一带，定都阳翟（今河南省禹州市）。公元前201年春，刘邦认为韩王信封地乃兵家必争的战略重地，担心韩王信日后会构成威胁，便以防御匈奴为名，将韩王信封地迁至太原郡，以晋阳（今山西省太原市）为都。韩王信以“国被边，匈奴数入，晋阳去塞远”为由，上书请求把都城迁至马邑（今山西省朔州市朔城区），得到刘邦批准。同年秋，匈奴冒顿单于攻马邑，刘邦怀疑韩王信暗通匈奴，致书责备韩王信，韩王信担心会被诛，便与匈奴约定共同攻汉，以马邑之地请降。随后韩王信与匈奴挥师南下，进入雁门关，攻下太原郡。

## 战争过程
汉高祖刘邦为巩固刚刚建立的汉朝，公元前200年冬，亲率卅二万大军，出征匈奴冒顿单于，同时镇压太原的韩王信叛乱。汉军进入太原郡后，连连取胜，特别是铜鞮（今山西省沁县一带）一战，大获全胜，使韩王信军队遭到重大伤亡，其部下将领王喜被汉军杀死，韩王信逃奔匈奴。
韩王信的将领白土人曼丘臣、王黄等拥立战国时赵国宗室赵利为王，聚集韩王信的残兵败将，准备再次与匈奴合谋攻汉。冒顿单于派左、右贤王各带兵一万多骑与王黄等屯兵广武（山西省代县西南阳明堡镇）以南至晋阳一带，企图阻挡汉军北进。汉军乘胜追击，在晋阳打败了韩王信与匈奴的联军，乘胜追至离石（今山西省吕梁市离石区），再次击败韩王信与冒顿的联军。冒顿再次在楼烦西北集结兵力，被劉邦的骑兵部队击溃。
汉军节节胜利，但并没有产生麻痹轻敌的思想。刘邦达晋阳后，听说匈奴驻兵于代谷（今山西省繁峙县至原平市一代），派十餘批使節出使匈奴，匈奴故意将精锐部队隐藏，将老弱病残列于阵前。十幾批的使臣回来，都说匈奴可以攻击。刘邦派娄敬再去出使匈奴，娄敬回來，向劉邦说，兩國相爭，應該要展現雄壯威武的兵力，但匈奴都只出現老弱殘兵，這一定是他們的詭計，不該攻打匈奴。刘邦怒，大骂：“你這個齊國奴隸，靠著一張嘴當了官，現在還敢亂講，損傷我軍士氣！”将娄监禁在广武城，准备凯旋後再处罚。
刘邦率骑兵先到达平城（今山西省大同市以北），于是命令周勃攻打东南的楼烦三座城池后再与主力会合，作为后援，后来正如刘邦所料，也是周勃给刘邦解围。周勃在石之战后，没有与刘邦一道继续追击而是“还攻楼烦三城”，也没有周勃被围的记载，很显然，《韩信卢绾列传》提到的“汉救兵”就是周勃的军队。《匈奴列传》提到“高帝先至平城，步兵未尽到”，这里的步兵就是指周勃带领的步兵，被围的只有刘邦与夏侯婴的车骑兵，还有灌婴的骑兵，夏侯婴传与灌婴传都提到了“为胡所围”：《樊郦滕灌列传》夏侯婴：因从击韩信军胡骑晋阳旁，大破之。追北至平城，为胡所围，七日不得通。高帝使使厚遗阏氏，冒顿开围一角。高帝出欲驰，婴固徐行，弩皆持满外向，卒得脱。益食婴细阳千户。复以太仆从击胡骑句注北，大破之。以太仆击胡骑平城南，三陷陈，功为多，赐所夺邑五百户。《樊郦滕灌列传》灌婴：从击韩信胡骑晋阳下，所将卒斩胡白题将一人。受诏并将燕、赵、齐、梁、楚车骑，击破胡骑于石。至平城，为胡所围，从还军东垣。根据夏侯婴传，汉军解围后，与匈奴还有战斗“复以太仆从击胡骑句注北，大破之。以太仆击胡骑平城南，三陷陈，功为多，”可见最后汉军应是击败了匈奴。

## 參戰人物
- 汉
  - 劉邦
    - 陳平
    - 陳豨
    - 樊噲
    - 夏侯嬰
    - 婁敬
    - 周勃

- 匈奴
  - 冒頓
    - 韓王信(汉軍來降)
      - 趙既 (戰死)
      - 曼丘臣
      - 王黄
      - 趙利
      - 王喜 (戰死)
      - 馮梁 (被俘)
      - 孫奮 (被俘)
      - 解福 (被俘)

## 战争后续
“白登之围”后，冒顿单于屡次违背汉朝与匈奴所订立盟约，对边界进行侵扰劫掠活动。刘邦为了休养生息，采纳刘敬（娄敬）的建议，欲嫁长公主与单于和亲，吕后不答应，日夜飲泣，刘邦只好改封宗室女为公主，嫁给冒顿单于，并派刘敬作为使者陪同前往，汉与匈奴约定结为兄弟，各自以长城为界，两国的关系得到暂时的缓和。

## 轶事
贞观三年（629年）李世民派李靖率大军出击东突厥。年底捷报传来，俘获颉利可汗，东突厥汗国亡。贞观四年三月，北方各族尊李世民为天可汗；颉利可汗被擒送到长安。太上皇李渊闻讯叹道：“汉高祖困白登，不能报，今我子能灭突厥，吾托付得人，复何忧哉！」